# Pepe Reyes Cup
A Pepe Reyes Cup ou Supercopa de Gibraltar é uma competição de futebol realizada desde 2000, em que o campeão da 1ª Divisão do Campeonato Gibraltino enfrenta o campeão da Copa de Gibraltar.
O torneio teve como primeiro campeão a equipe do Glacis United, que após vencer o Gibraltar United na disputa por pênaltis, garantiu o primeiro de seus 2 títulos na competição. O atual e maior campeão da competição campeão é o Lincoln Red Imps que, vencendo o Glacis United pelo placar de 2 a 0, conquistou seu décimo quarto título.

## Campeões por ano
| Ano  | Campeão          | Vice-campeão     | Resultado           |
| 2020 | Lincoln Red Imps | Glacis United    | 2-0                 |
| 2019 | Lincoln Red Imps | Manchester 62    | 6-1                 |
| 2018 | Lincoln Red Imps | Europa           | 4-3                 |
| 2017 | Lincoln Red Imps | Europa           | 4-1                 |
| 2016 | Europa           | Lincoln Red Imps | 2 – 0               |
| 2015 | Lincoln Red Imps | Manchester 62    | 1 – 0               |
| 2014 | Lincoln Red Imps | St Joseph's      | 2 – 2 (11 - 10 pên) |
| 2013 | St Joseph's      | Lincoln Red Imps | 2 – 0               |
| 2011 | Lincoln Red Imps | Glacis United    | 1 – 1 (5 - 4 pên)   |
| 2010 | Lincoln Red Imps | St Joseph's      | 1 – 0               |
| 2009 | Lincoln Red Imps | Gibraltar United | 3 – 1               |
| 2008 | Lincoln Red Imps | Manchester 62    | 3 – 1               |
| 2007 | Lincoln Red Imps | Manchester 62    | 3 – 1               |
| 2006 | Manchester 62    | Lincoln Red Imps | 1 – 1 (4 - 2 pên)   |
| 2005 | Glacis United    | Lincoln Red Imps | 1 – 1 (? pên)       |
| 2004 | Lincoln Red Imps | Gibraltar United | 3 – 1               |
| 2003 | Manchester 62    | Lincoln Red Imps | 1 – 0               |
| 2002 | Lincoln Red Imps | Gibraltar United | 2 – 0               |
| 2001 | Lincoln Red Imps | Gibraltar United | 3 – 1               |
| 2000 | Glacis United    | Gibraltar United | 2 – 2 (6 - 5 pên)   |

- Não houve disputa dessa competição em 2012.